# Liste der Naturdenkmale in Herrischried
| Naturdenkmale | Anzahl |
| ------------- | ------ |
| FND           | 0      |
| END           | 10     |
| Gesamt        | 10     |

Die Liste der Naturdenkmale in Herrischried nennt die verordneten Naturdenkmale (ND) der im baden-württembergischen Landkreis Waldshut liegenden Gemeinde Herrischried. In Herrischried gibt es insgesamt zehn als Naturdenkmal geschützte Objekte, keines ist ein flächenhaftes Naturdenkmal (FND), alle sind Einzelgebilde-Naturdenkmale (END).
Stand: 31. Oktober 2016.

## Einzelgebilde (END)
| Name                                           | Bild | Kennung     | Einzelheiten | Position | Fläche Hektar | Datum         |
| ---------------------------------------------- | ---- | ----------- | ------------ | -------- | ------------- | ------------- |
| Baumgruppe                                     |      | 83370490004 | Herrischried | ???      | 0,0           | 24. Nov. 1986 |
| Rotbuche                                       |      | 83370490001 | Herrischried | ???      | 0,0           | 28. Dez. 1972 |
| 1 Ahornbaum                                    |      | 83370490010 | Herrischried | ???      | 0,0           | 24. Nov. 1986 |
| 1 Kastanienbaum                                |      | 83370490007 | Herrischried | ???      | 0,0           | 24. Nov. 1986 |
| 1 Linde                                        |      | 83370490003 | Herrischried | ???      | 0,0           | 24. Nov. 1986 |
| 1 Linde                                        |      | 83370490008 | Herrischried | ???      | 0,0           | 24. Nov. 1986 |
| 1 Lindenbaum                                   |      | 83370490002 | Herrischried | ???      | 0,0           | 24. Nov. 1986 |
| 1 zweistämmige Buche, 1 starke Fichte, 1 Esche |      | 83370490006 | Herrischried | ???      | 0,0           | 24. Nov. 1986 |
| 2 Linden, 1 Esche                              |      | 83370490005 | Herrischried | ???      | 0,0           | 24. Nov. 1986 |
| 3 Buchen                                       |      | 83370490011 | Herrischried | ???      | 0,0           | 14. Feb. 1996 |
| Legende für Naturdenkmal                       |      |             |              |          |               |               |